# Соціальна справедливість
Справедливість (лат. justitia) – морально-правова категорія, один з основних принципів суспільних відносин, які визначають необхідність об’єктивного, неупередженого ставлення до людини та її вчинків, чесного розв’язання юридичних справ; це відповідність між правами і обов'язками людини, діяннями та визнаннями, шаною й винагородою, проступками (правопорушеннями) й відповідальністю.
Aequum est neminem cum alterius detrimento et injuria fieri locupletiorem – «справедливість вимагає, щоб ніхто не збагачувався незаконно за рахунок шкоди іншому».
Справедливість – один з найважливіших принципів соціальної правової держави. 
У сучасній доктрині права виділяються кілька аспектів поняття «справедливість”: справедливість як рівність можливостей в реалізації своїх здібностей та захисту своїх прав і законних інтересів; справедливість розподільча – справедливий розподіл благ виходячи з потреб кожної людини, юридичної рівності людини та з урахуванням  її праці і заслуг перед суспільством і державою; справедливість соціальна – справедливий доступ до соціальних благ, справедливість відплатна – справедливість відповідальності за вчинені правопорушення.
Соціальна справедливість стосується правосуддя та справедливості соціальної політики. Починаючи з 1960-х років, концепція соціальної справедливості використовується в різних інституційних контекстах, включаючи освіту та державне управління. 
Ст. 11 Міжнародного пакту про економічні, соціальні і культурні права встановлює: 
1. Держави, які беруть участь у цьому Пакті, визнають право кожного на достатній життєвий рівень для нього і його сім'ї, що включає достатнє  харчування, одяг і  житло, і на неухильне поліпшення умов життя. Держави-учасниці вживуть належних заходів щодо забезпечення здійснення  цього права, визнаючи важливе значення в цьому відношенні міжнародного співробітництва, заснованого на вільній згоді.
2. Держави, які беруть участь у цьому Пакті, визнаючи основне право кожної людини на свободу від голоду, повинні вживати необхідних заходів  індивідуально і в порядку міжнародного співробітництва, які б включали проведення конкретних програм для того, щоб:
а) поліпшити методи виробництва, зберігання і розподілу продуктів харчування шляхом широкого використання технічних і наукових знань,  поширення знань про принципи харчування і вдосконалення або реформи аграрних систем так, щоб досягти найбільш ефективного освоєння і використання природних ресурсів;
b) забезпечити справедливий розподіл світових запасів продовольства відповідно до потреб і з урахуванням проблем країн, як тих, що імпортують, так і експортують продукти.
Стаття 48 Конституції України проголошує, що кожен має право на достатній життєвий рівень для себе і своєї сім'ї, що включає достатнє харчування, одяг, житло.
За визначенням Конституційного Суду України, держава, виходячи з існуючих фінансово-економічних можливостей, має право вирішувати соціальні питання на власний розсуд, може здійснити відповідний перерозподіл своїх видатків з метою збереження справедливого балансу між інтересами особи та суспільства. Проте держава не може вдаватися до обмежень, що порушують сутність конституційних соціальних прав осіб, яка безпосередньо пов’язана з обов’язком держави за будь-яких обставин забезпечувати достатні умови життя, сумісні з людською гідністю. (Рішення Конституційного Суду України від 28 грудня 2014 року № 76‒VIII від 22 травня 2018 року № 5-р/2018).

## Огляд
Поняття соціальної справедливості можна простежити до робіт Арістотеля і Платона. Визначення соціальної справедливості може бути різним, але всі вони зосереджені на ідеалах рівності та включеності. Справедливість у старих суспільствах передбачає роль державних адміністраторів, які відповідають за забезпечення рівних соціальних послуг. Це передбачає врахування історичної та поточної нерівності між групами. Чесність залежить від цього соціального та історичного контексту. 

## У державному управлінні
Увага до соціальної справедливості у сфері державного управління у США з’явилася в 1960-х на тлі зростаючої національної обізнаності про громадянські права та расову нерівність.
У 1968 р. Г. Джордж Фредеріксон сформулював «теорію соціальної справедливості» і висунув її як «третій стовп» державного управління. Фредеріксон був стурбований тим, що представники державного управління робили помилку, вважаючи, що громадянин А такий самий, як громадянин Б, ігноруючи соціальні та економічні умови. 
Aequum est neminem cum alterius detrimento et injuria fieri locupletiorem – «справедливість вимагає, щоб ніхто не збагачувався незаконно за рахунок шкоди іншому». 

### Расова рівність
У сфері державного управління расова рівність є важливим фактором є ідея «біологічної рівності» всіх людських рас та «соціальної рівності для людей різних рас». За словами Джеффрі Б. Фергюсона у його статті «Свобода, рівність, раса», жителі Сполучених Штатів вірять, що расова рівність переможе. 

### Релігія
В останні роки соціальна рівність щодо релігії зазнала юридичних удосконалень, щоб захистити всіх людей, незалежно від релігійної приналежності. «Релігія визначається як усі аспекти релігійних обрядів і звичаїв, а також переконань, якщо роботодавець не продемонструє, що він не в змозі відповідально пристосуватися до релігійних обрядів або практики працівника або майбутнього працівника без особливих труднощів щодо поведінки роботодавця». Цей закон був прийнятий для захисту працівників, які працюють у працедавців іншої релігії, і дозволив їм дотримуватися їхніх особливих релігійних звичаїв та свят.

## Маргарет Тетчер про соціальну справедливість
"Соціальна справедливість" може завести суспільство в мутні води, якщо під нею розуміти не лише рівні можливості, але й рівні результати. Нерівність - неминуча ціна свободи. Якщо людям дають можливість самим ухвалювати рішення, то дехто буде діяти більш творчо та підприємливо, ніж інший. Не кажучи вже про те, що декому ще й щастить. У будь-якому випадку, в природі немає затвердженого набору критеріїв, які дозволять розподілити багатство та інші вигоди за заслугами. Проте, навіть якби такі критерії існували, уряд чи інший орган не в змозі отримати всієї необхідної інформації для прийняття таких рішень. Врешті, у владі працюють грішні люди, тож тут присутні всі можливості для використання впливу та корупції.
Поки всі чоловіки та жінки дійсно рівні перед законом, доки закон ефективно виконується і чесно відстоюється у суді, в них, незалежно від того, яким вони багатством володіють, немає підстав скаржитись на "несправедливість". Вони самі визначають, що їм робити з власним життям та власністю. Вони несуть повну відповідальність за успіхи та провали, яких в житті будь-якої людини вистачає і того, і іншого.
Якщо влада дійсно віддана ідеї свободи, то вона уникає перерозподільчого оподаткування та інших втручань, які спрямовані на соціальне планування. Така влада знає, що, не дивлячись на супутні балачки про соціальну справедливість, такі методи принципово несправедливі.

## Подальше читання
- Mann, Blair (12 березня 2014). Equity and Equality Are Not Equal. edtrust.org. Washington, D.C.: The Education Trust.
- Distinguish between Equity and Equality. sgba-resource.ca. Atlantic Centre of Excellence for Women’s Health, British Columbia Centre of Excellence for Women’s Health, Prairie Women’s Health Centre of Excellence.
- Frederickson, H. George (2015). Social Equity and Public Administration: Origins, Developments, and Applications (англ.). Routledge. ISBN 978-1-31-745977-4.